# Máj (almanach)
Almanach Máj je literární sborník sestavený básníky Janem Nerudou a Vítězslavem Hálkem. Vydal jej 1. května 1858 vydavatel H. Dominikus v Praze s podtitulem „jarní almanah na rok 1858“. Jako redaktor je uveden publicista Josef Barák.
Básněmi nebo menšími prozaickými díly do almanachu vedle Nerudy, Hálka a Baráka dále přispěli Jakub Arbes, Karolina Světlá, Adolf Heyduk, Rudolf Mayer, Josef Václav Frič (pod pseudonymem M. Brodský) a jeho manželka píšící pod pseudonymem Anna Sázavská, Karel Jaromír Erben (uveden jako J. E. Miletínský), Sofie Podlipská (podepsána křestním jménem Žofie), Božena Němcová, Bohumil Janda Cidlinský (pod pseudonymem V. Lánský), Karel Sabina (podepsán iniciály) a Jan Palacký.
Generace poloviny 19. století se tak názvem svazku přihlásila ke Karlu Hynku Máchovi jako k básníkovi, který měl největší odvahu bořit konvenční představy o povaze a funkci tzv. národního básnictví. Tvůrci almanachu čelili útokům konzervativní kritiky pro svůj údajný kosmopolitismus, výtky z nedostatku národního cítění ale vyvrátili. V české literatuře se tato generace označuje jako májovci.

## Další vydání Máje
V letech 1859, 1860 a 1862 vyšly další tři almanachy, redigované Vítězslavem Hálkem, do nichž dále přispěli Gustav Pfleger Moravský, Václav Zelený, Jiljí Vratislav Jahn, Josef Wenzig a další. Nedosáhly však takového významu jako první.
„Jarní” almanach z roku 1858 byl znovu vydán po 50 letech spolkem spisovatelů v přesné obdobě vydání prvního.
Existuje také almanach Máj z roku 1878, na němž se však podíleli zcela jiní autoři (Jan Calvi, V. A. Jung, Josef Kallus aj.). Byl vydán k 20. výročí vydání almanachu Máj; sestavili jej František V. Kvapil a František Ulrich.